# Rock House Reservation
Rock House Reservation ist ein 135 Acres (0,5 km²) großes Naturschutzgebiet im Bundesstaat Massachusetts der Vereinigten Staaten. Es befindet sich in der Nähe von West Brookfield und wird der Organisation The Trustees of Reservations verwaltet. Besuchern stehen 3 mi (4,8 km) Wanderwege zur Verfügung.

## Geschichte
Geologisch wurde das Gebiet während der letzten Eiszeit geformt. Der sich zurückziehende Gletscher hinterließ dabei auch ungewöhnliche Felsformationen wie das Rock House (deutsch Felsenhaus), nach dem das heutige Schutzgebiet benannt wurde, und den in der Nähe stehenden Balance Rock. Wie auch im Großteil des übrigen zentralen Massachusetts wurden im Bereich des Schutzgebiets Waldgebiete in Ackerflächen umgewandelt und Flüsse und Seen zum Betrieb von Mühlen genutzt. Seit der Ausweisung als Schutzgebiet kann sich die Natur wieder ausbreiten.
Das Rock House war bereits bei den Indianern als Winterquartier beliebt. Seine Lage in unmittelbarer Nähe zu wichtigen Indianerpfaden legt außerdem nahe, dass es den Ureinwohnern als Zwischenstation und Treffpunkt diente. Mitte des 17. Jahrhunderts rodeten die Kolonisten den Wald um West Brookfield, um Platz für die Landwirtschaft zu gewinnen. 1866 wurden die Weideflächen rund um das Rock House der 281 Acres (1,1 km²) umfassenden Farm von William Adams hinzugefügt, dessen Familie die Ländereien mehr als 125 Jahre lang bewirtschaftete. Zu Beginn des 20. Jahrhunderts befand sich am Rock House ein beliebter Haltepunkt der zwischen West Brookfield und Ware verkehrenden Copper Line.
1993 erhielten die Trustees das Gebiet im Rahmen einer anonymen Schenkung und kauften 2002 weitere Teile hinzu.

## Lucy Stone Home Site
25 Hektar des Schutzgebiets wurden im Jahr 2021 unter der Bezeichnung Lucy Stone Home Site in das National Register of Historic Places eingetragen. Dort stand das Haus der Frauenrechtlerin Lucy Stone, bis es 1950 niederbrannte. Heute sind nur noch einige Ruinen zu sehen.